# داين (شركة)
داين دي إن إس (بالإنجليزية: Dyn DNS Company)‏ ((تُلفظ بالإنجليزية: ‎/ˈdaɪn/‏))، هي شركة لإدارة أداء الإنترنت، تقديم منتجات لرصد ومراقبة وتحسين البنية التحتية على الإنترنت وأيضا تسجيل نطاق الخدمات ومنتجات البريد الإلكتروني.

## التاريخ
تم إنشاء Dyn كمشروع طلابي من قبل تيم وايلد أثناء دراسته الجامعية في معهد وورسيستر للفنون التطبيقية. وفي نهاية المطاف، ضم وايلد، المؤسس، جيريمي هيتشكوك وتوم دالي كشركاء. مكّن Dyn الطلاب من الوصول إلى أجهزة الكمبيوتر المعملية وطباعة المستندات عن بُعد. ثم انتقل المشروع بعد ذلك إلى خدمات نظام أسماء النطاقات (DNS). كان التكرار الأول هو خدمة DNS الديناميكية المجانية القائمة على التبرع والمعروفة باسم DynDNS. تطلب المشروع 25,000 دولار أمريكي للبقاء مفتوحًا وجمع أكثر من 40,000 دولار أمريكي.
استمر النموذج القائم على التبرع حتى عام 2002 وانتهى بإطلاق خدمات DNS "للمتبرعين فقط". وفي وقت لاحق، أصبحت خدمة متميزة تسمى منصة DynECT DNS المدارة في عام 2008، مع توظيف كايل يورك وغراي تشينوويث وكوري فون والنشتاين، حيث بدأ العمل في التوسع.

### هجمات الحرمان من الخدمات
في يوم 21 أكتوبر عام 2016، تعرضت شبكات داين لثلاث هجمات إلكترونية من قبل متسللين باستخدام هجوم (DDOS)، مما تسبب في حجب مواقع رئيسية منها تويتر، ريديت، غيت هاب، أمازون، نتفليكس، سبوتيفاي، رون سكيب وموقع الويب الخاص بالشركة (http://www.dyn.com) والذي أصبح لا يمكن الوصول إليه.

## وصلات خارجية
- الموقع الرسمي